# Giganten (Spiel 1999)
Giganten ist ein Brett- und Wirtschaftsspiel des Spieleautors Wilko Manz, das 1999 bei Kosmos Spiele erschien. Im gleichen Jahr wurde das Spiel für das Spiel des Jahres nominiert und konnte beim Deutschen Spielepreis den Rang 6 erreichen. Inhaltlich behandelt das Spiel die Suche nach Ölquellen und die Ölwirtschaft in Texas in den 1920er Jahren, bei der die Spieler durch die Erschließung von Ölquellen und den Verkauf des geförderten Erdöls versuchen, möglichst viel Geld einzunehmen.

## Hintergrund und Spielmaterial
Bei dem Spiel Giganten geht es den Spielern darum, durch die Gewinnung von Erdöl möglichst viel Geld einzunehmen. Das Spiel ist thematisch in den Ölrush der 1920er Jahre in Texas eingebettet und die Spieler müssen auf dem Spielbrett möglichst ergiebige Erdölquellen identifizieren und mit Bohrtürmen zu bestücken. Das geförderte Öl wird danach über Eisenbahnen zu den drei Erdölbörsen Hudson Oil Industries, Jet Oil Inc. und US Standard Oil Trust transportiert, eingelagert und dort entsprechend der aktuellen Börsenpreise verkauft.
Das Spielmaterial besteht neben der Spielanleitung aus:
- einem Spielfeld mit dem Gelände der Ölfelder, den drei Ölbörsen und den Eisenbahnlinien,
- 20 Bohrtürmen (jeweils 5 pro Spielerfarbe),
- vier LKW in den Spielerfarben,
- vier Lokomotiven in den Spielerfarben,
- einer schwarzen (neutralen) Lokomotive,
- 36 Förderkarten mit einem, zwei und drei Bohrtürmen,
- 60 Ölsteinen,
- 42 Aktionskarten, davon 30 mit beiger und 12 mit roter Rückseite,
- 78 Verkaufslizenzen,
- drei Ölfässer als Aktienkursmarker,
- einem Kurswürfel,
- Spielgeld in $-Währung und in Einheiten zu 500, 1000, 2000, 10.000 und 50.000 $, und
- vier Infotafeln mit Spielübersicht.

## Spielweise

### Spielvorbereitung
Zu Beginn des Spiels wählt wird der Spielplan in der Tischmitte aufgebaut. Die Förderkarten werden auf die entsprechenden Positionen auf der Geländekarte verteilt und die schwarze Lokomotive kommt auf das dafür vorgesehene Startfeld. Die drei Ölfässer werden als Aktienkursmarker auf die jeweils mittlere Position der drei Kurstafeln gestellt. Danach wählt jeder Spieler eine Spielerfarbe und bekommt die entsprechenden Bohrtürme, LKW und Eisenbahnen sowie jeweils eine Infotafel, die Eisenbahnen werden auf die entsprechenden Startpositionen gestellt. Die Karten werden nach Rückseiten getrennt gemischt und jeweils verdeckt als Nachziehstapel auf die entsprechenden Felder abgelegt. Das Geld und die Ölsteine werden neben dem Spielplan bereitgelegt.

### Spielablauf
Zu Beginn des Spiels wird ein Startspieler bestimmt, der den Kurswürfel bekommt und so als Startspieler markiert ist. Das Spiel wird reihum in Spielrunden gespielt, in denen jeweils mehrere Aktionen in einer festen Reihenfolge stattfinden. Zuerst würfelt der Startspieler hintereinander für die drei Ölbörsen Hudson Oil Industries, Jet Oil Inc. und US Standard Oil Trust die Veränderungen der Marktpreise aus. Dabei wird das Würfelergebnis entsprechend der Farbe und der Zahl des Würfelergebnisses sowie der Position des Aktienkursmarker umgesetzt. Befindet sich der Aktienkursmarker im mittleren weißen Bereich, wir er bei einem blauen Ergebnis um die entsprechende Anzahl von Kursfeldern erhöht und bei einem roten Ergebnis heruntergesetzt. Befindet er sich im oberen Bereich, wird er grundsätzlich reduziert und befindet er sich im unteren Bereich wird er grundsätzlich erhöht.
Als Nächstes nimmt der Startspieler die oberste Aktionskarte mit roter Rückseite vom Nachziehstapel und deckt diese auf. Er zieht die schwarze Lokomotive entsprechend der Angabe auf der Karte vorwärts und zieht entsprechend der Spieleranzahl drei oder vier zusätzliche Aktionskarten von dem Stapel mit der beigen Rückseite. Danach wählt er eine Karte als seine Aktionskarte aus und danach wählen die anderen Spieler in Spielerreihenfolge ebenfalls eine Karte.
Auf den Karten sind Aktionen und Sonderaktionen abegildet. Nachdem jeder Spieler eine Karte genommen hat, bekommt jeder Spieler die Anzahl an Verkauflizenzkarten (mit den Werten 1 oder 2), die auf der Aktionskarte angegeben ist. Beginnend mit dem aktiven Spieler können die Spieler nun die auf der Aktionskarte angegebene Anzahl an Schritten auf seinen LKW und die Lokomotive aufteilen und beide ziehen. Die LKW dürfen sich auf dem Rasterfeld pro Schritt ein Feld vertikal oder horizontal bewegen, die Lokomotive benötigt für jeden Schritt die an der Bahnlinie angegebenen Bewegungspunkte. Immer wenn ein LKW an einem schwarzen Bohrturmplättchen vorbeikommt, darf sich der Besitzer dieses anschauen und neben diesem stehenbleiben, wenn er später einen Turm an der Stelle errichten will. Auf den Plättchen ist die Anzahl der Ölsteine angegeben, die an dieser Stelle gefördert werden kann. Als nächster Schritt werden die Sonderaktionen der Karte durchgeführt, bei denen die Spieler teilweise gegnerische Lokomotiven zurückstellen dürfen oder die Kurse an den Ölbörsen verändern können. Haben alle Spieler ihre LKW und Loks gezogen und sind alle Sonderaktionen erledigt, dürfen sie entscheiden, auf einem zum LKW benachbarten Plättchen einen Bohrturm zu bauen, wenn sie die Kosten dafür zahlen (4.000, 6.000 oder 8.000 $). Entscheidet er sich für den Bau, platziert er die angegebene Anzahl Ölsteine auf dem Feld und darauf einen seiner Bohrtürme.

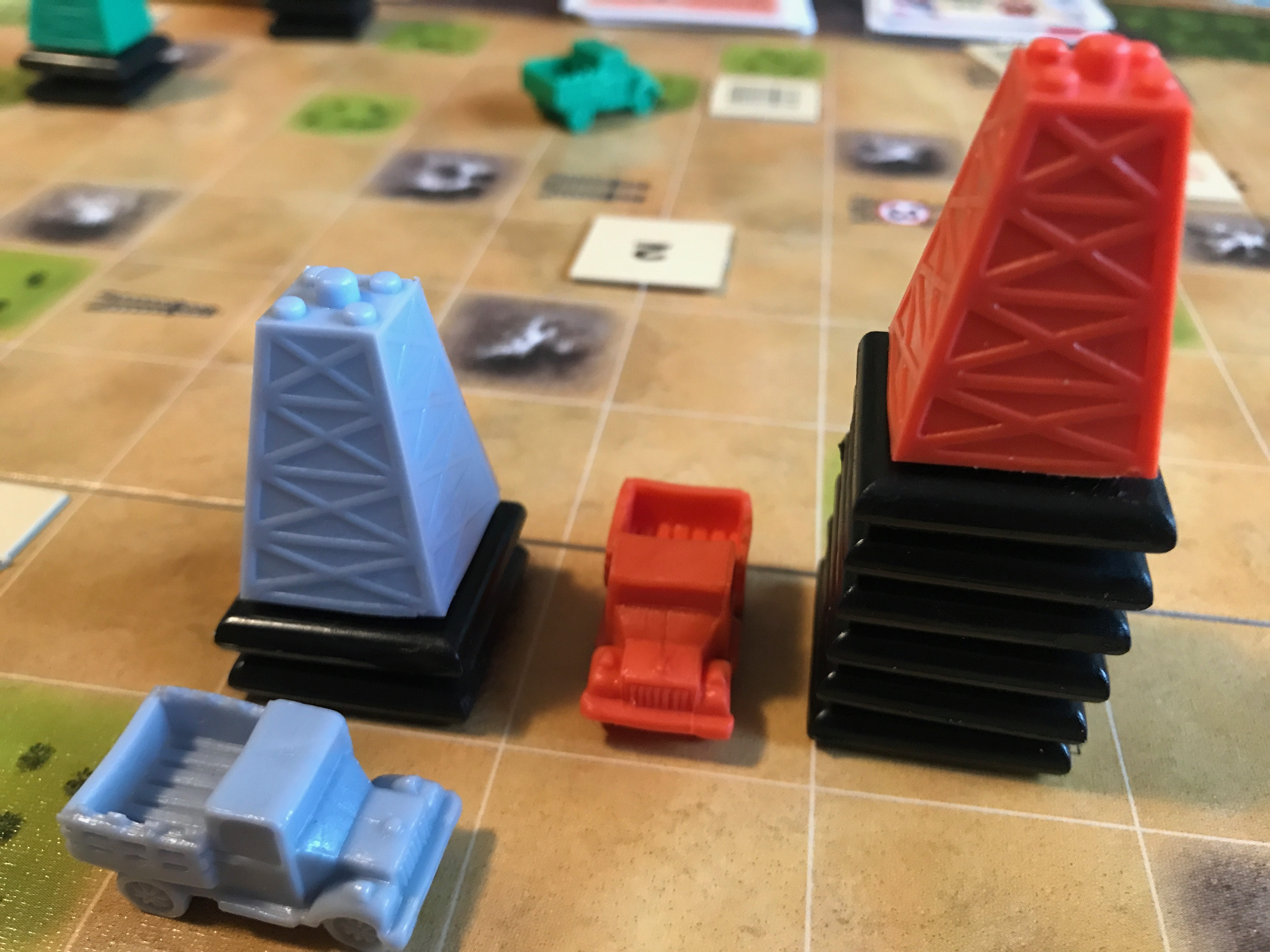
LKW und Bohrtürme mit Ölsteinen

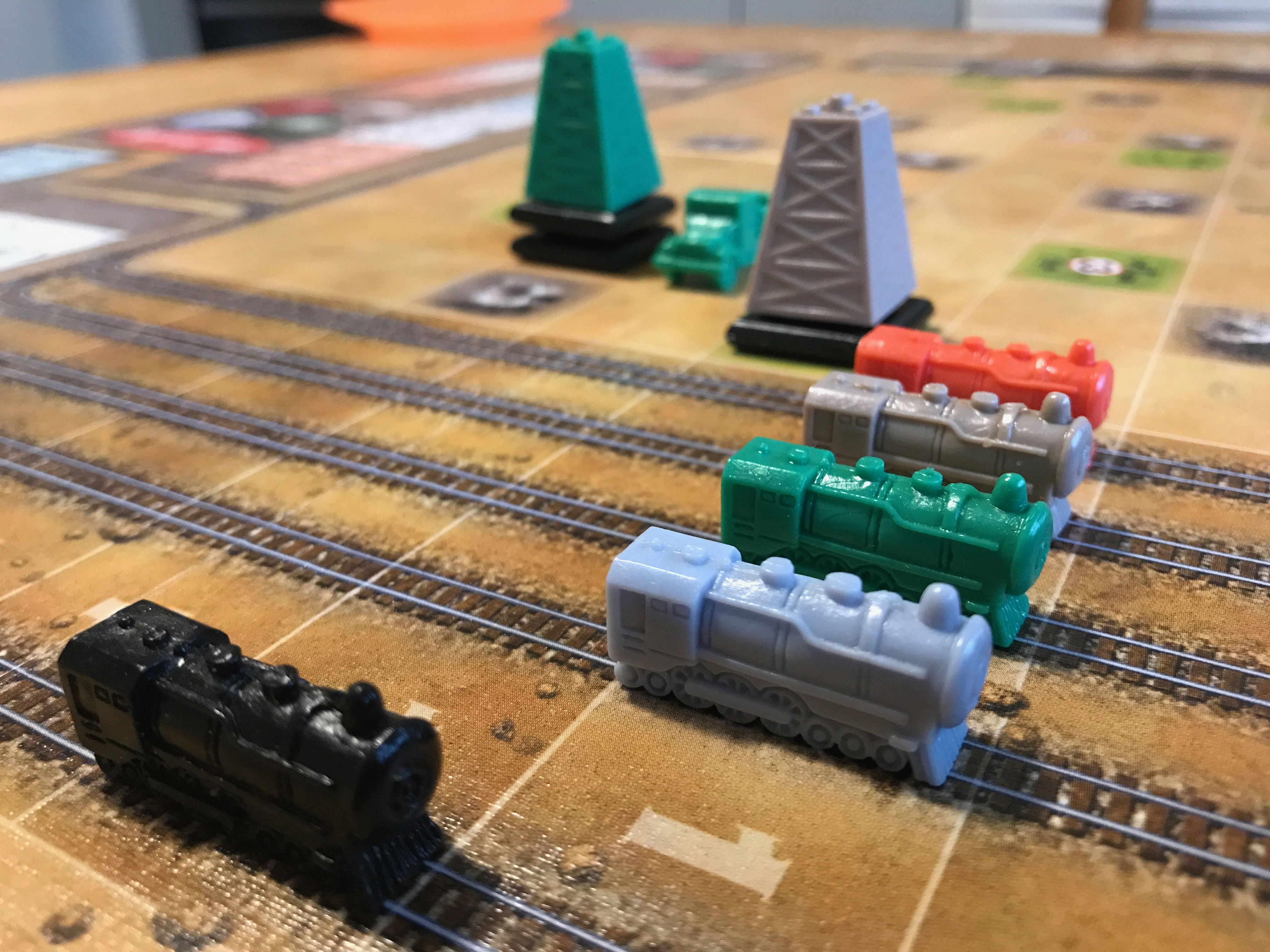
Lokomotiven zum Erdöltransport

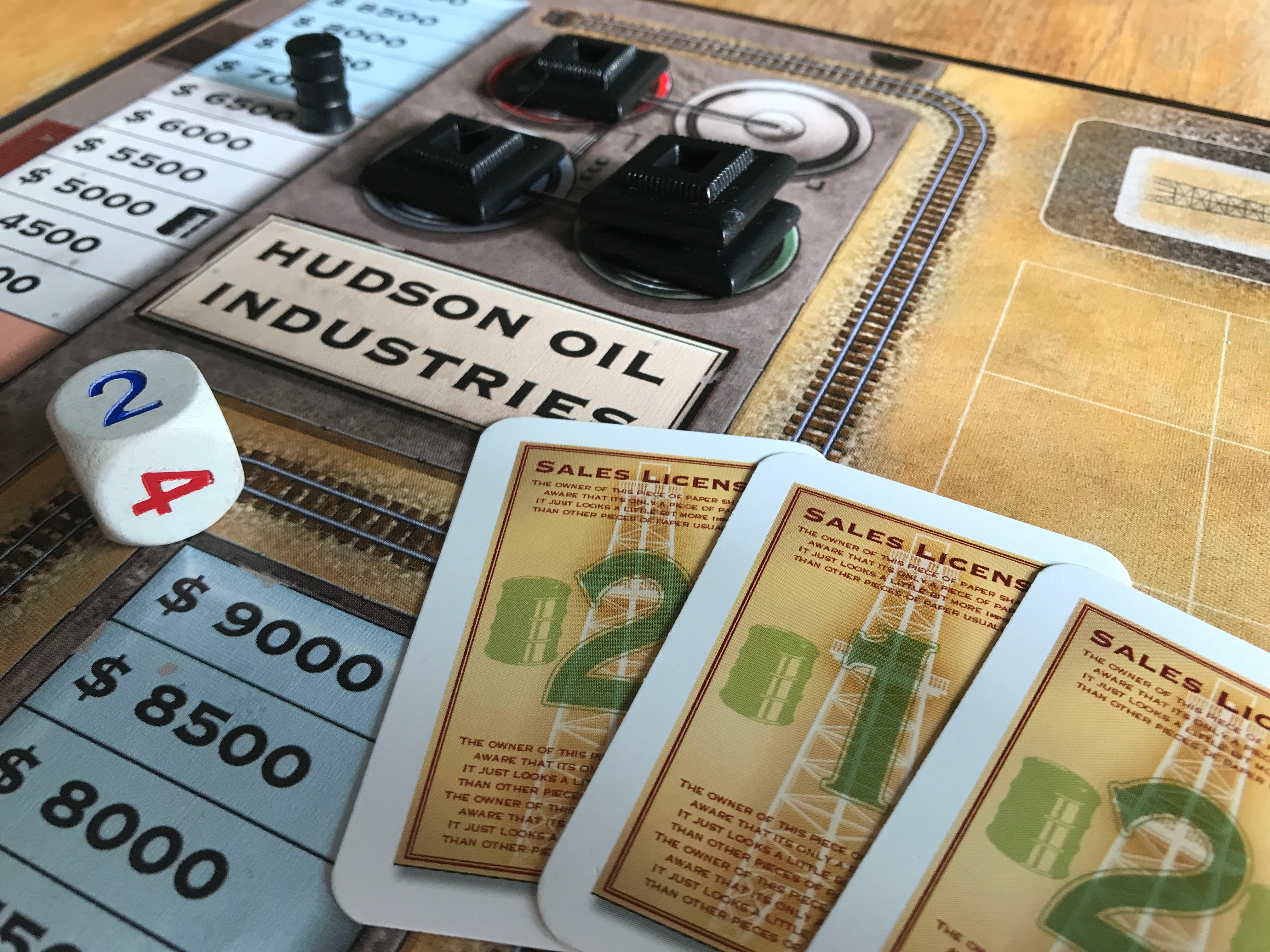
Erdölbörse mit Kurswürfel, Ölsteinen im Lager und Verkaufslizenzen

Nach dem Bau der Türme wird das Erdöl gefördert. Dabei fördert jeder Spieler pro eigenem Bohrturm einen Ölstein, der unter dem jeweiligen Bohrturm entfernt wird. Befindet sich seine Lokomotive mindestens auf der Höhe des Turms, kann er das Öl direkt in eines der Lager der Erdölbörsen transportieren und dort ablegen. Sollte die Lokomotive noch nicht auf der Höhe des Turms angekommen sein, kann er eine weiter vorn stehende Lokomotive nutzen – entweder die neutrale schwarze oder die am weitesten vorn stehende gegnerische Lok. In diesem Fall muss er dem Besitzer der Lokomotive oder der Bank einen Betrag von 3.000 $ zahlen. Alternativ kann der Spieler auf den Transport verzichten und den Erdölstein damit aus dem Spiel nehmen. Nach der Anlieferung der Ölsteine an den Ölbörsen werden diese nun mit Hilfe der Verkauflizenzen verkauft. Dabei wird nacheinander von den Spielern, die ihre Ölsteine in den entsprechenden Lagern eingelagert haben, ein Gebot für die Hudson Oil Industries, Jet Oil Inc. und US Standard Oil Trust abgegeben. Der Spieler, der jeweils am meisten Lizenzen bietet, bekommt den Zuschlag und darf an der Börse sein Öl für den aktuellen Preis verkaufen. Die Ölsteine der anderen Spieler bleiben in den Lagern. Hat ein Spieler mehr als zwei Ölsteine in einem Lager, werden die überzähligen Ölsteine entfernt und mit je 1.000 $ entschädigt. Zuletzt wird der Kurswürfel an den nächsten Spieler weitergegeben, der die nächste Runde startet.

### Spielende und Wertung
Das Spiel endet in dem Zug, in dem die schwarze Lokomotive den Ölhafen und damit das letzte Feld ihrer Strecke erreicht. Danach erfolgt die Abrechnung. Entsprechend der Positionen ihrer Lokomotiven auf der Strecke bekommt der vorderste Spieler jeweils 5.000 $ pro auf dem Spielfeld befindlichem Bohrturm, die nachfolgenden jeweils 4.000 $, 3.000 $ oder 2.000 $ pro Turm entsprechend der Positionen ihrer Loks. Zusätzlich bekommt jeder Spieler für jeden noch auf dem Spielfeld oder in den Lagern befindlichen Ölstein jeweils 1.000 $ ausgezahlt. Alle Spieler zählen nun ihr gesamtes Geld, der Spieler mit dem höchsten Betrag gewinnt das Spiel.

## Ausgaben und Rezeption
Das Spiel Giganten wurde von Wilko Manz entwickelt und 1999 bei Kosmos Spiele veröffentlicht, als Illustrator wurde Franz Vohwinkel aktiv. Giganten wurde 1999 für das Spiel des Jahres nominiert und konnte im gleichen Jahr beim Deutschen Spielepreis den Rang 6 erreichen. 2001 war es eines von vier Spielen, die bei den Deutschen Mannschaftsmeisterschaft im Brettspiel gespielt wurden.
Aufbauend auf Giganten wurde von Wilko Manz und Steven Kimball das Spiel Black Gold entwickelt, das 2011 bei Fantasy Flight Games erschien.

## Belege
1. 1 2 3 4 5 6 7 8  Spielregeln für Giganten bei Ravensburger, Version von 1999
2. ↑  Versionen von Giganten in der Datenbank BoardGameGeek; abgerufen am 25. Juni 2018.
3. ↑  Black Gold in der Spieledatenbank BoardGameGeek (englisch); abgerufen am 25. Juni 2018.